# Siegendorf (Oberschwarzach)
Siegendorfist ein Gemeindeteil des Marktes Oberschwarzach im unterfränkischen Landkreis Schweinfurt in Bayern.

## Geografische Lage
Das Kirchdorf liegt im Süden des Oberschwarzacher Gemeindegebiets. Im Norden, getrennt durch die Bundesstraße 22, befindet sich Oberschwarzach, während im Nordosten Breitbach liegt. Mit der Gemeinde Ebrach beginnt weiter östlich der Landkreis Bamberg in Oberfranken, im Südosten liegt auf Siegendorfer Gemarkung das Dorf Schönaich. Südlich befindet sich Altenschönbach, Gemeindeteil von Prichsenstadt im Landkreis Kitzingen. Nordwestlich beginnt mit Neudorf das Prichsenstadter Gebiet.

## Geschichte
Der Ortsname von Siegendorf kann als ‚Dorf des Sigo‘ gedeutet werden. Der Personenname verweist auf eine Gründung während der fränkischen Kolonisation, demnach wäre Sigo ein fränkischer Adeliger gewesen. Im Jahr 1270 wurde das Dorf von den Grafen zu Castell an das Zisterzienserkloster Ebrach im Steigerwald abgetreten. Im 16. Jahrhundert war der Ort Teil des Hochstifts Würzburg, im 19. Jahrhundert Ruralgemeinde im Königreich Bayern.
Zwischen 1556 und 1593 spielte sich in Siegendorf ein Rechtsstreit ab. Eine Bäuerin hatte 1556 einen Brand verursacht, bei dem einige Häuser des Dorfes niederbrannten. Zur Strafe verlor sie all ihren Besitz. Ihre Enkel Hans und Georg Scheller erhoben Anspruch auf die von ihrer Großmutter abgetretenen Güter. Um ihre Rechte durchzusetzen, überfielen sie Dorfbewohner, schossen einige Pferde nieder und setzten Felder in Brand. Erst 1593 konnten sie gefasst werden. Sie wurden am 21. Juli 1593 in Würzburg hingerichtet.

## Baudenkmäler
Den Mittelpunkt des Dorfes bildet die katholische Filialkirche St. Wendelin. Sie wurde im 19. Jahrhundert errichtet und ist ein schlichter kreuzförmiger Bau. Statt eines Glockenturmes trägt das Gotteshaus einen kleinen, vierseitigen Dachreiter. Die Ausstattung der Kirche stammt überwiegend aus dem 18. Jahrhundert, das Altarblatt der Muttergottes Maria soll aus der Kirche in Bimbach stammen. Älteste Elemente sind zwei spätgotische Holzfiguren der Heiligen Peter und Paul aus der Zeit um 1450.
Neben der Kirche haben sich in Siegendorf einige Bildstöcke aus früheren Zeiten erhalten. Sie sind Zeichen der Volksfrömmigkeit und typisch für katholische Dörfer in Franken. Alle stammen aus dem 19. Jahrhundert und haben teilweise ausgefallene Formen. An der Straße nach Oberschwarzach steht eine kleine Wegkapelle mit einem Kreuzigungsrelief aus dem Jahr 1677. Ein Kruzifix, geschaffen von Georg Kreisel aus Zell am Main, stammt aus dem Jahr 1934.